# 吉林哈达岭
吉林哈达岭，又称哈达岭，是中国东北地区的一座山脉。

## 位置
位于伊舒地堑与辉发河谷地之间，近北东向延伸。北起松花湖，向南伸入到辽宁省抚顺市附近，过浑河谷地与千山山脉相接。长近300公里，宽45～90公里。吉林哈达岭东坡是辉发河、浑河，西坡是松花江水系的饮马河、伊通河与辽河水系的东辽河、清河、柴河。

## 地貌
大致可分东北和西南两段。
东北段靠近松花湖，包括永吉县南部、桦甸县西部和磐石县北部，上升量较大，以中山为主，海拔800～1200米，相对高度600～1000米，森林茂密，主要山峰有南楼山（1404．8米）、肇大鸡山（1258米）等。
西南段包括磐石县南部、双阳县东部、伊通县东部、东丰县、辽源市和梅河口市北部，上升量较小，地面为大片丘陵台地，海拔400～500米，丘顶浑圆，走向紊乱。主要山峰有庆岭南山（914米）、大寒葱顶（672米）等，丘陵间河谷宽展，并多呈北西向伸延，河谷两侧多台地，相对高度20～50米，上覆厚薄不一的黄土状土。植被稀疏，水土流失明显，山间谷地垦殖率高，并多小型水库、塘坝等水利工程。

## 地名
满语哈达即山峰之意。

## 地质
两侧由高角度断层控制，西北侧为依兰—伊通断裂带，东南侧为敦化—辉发河断裂带。为地垒式断块山地。山体主要由华力西期与燕山期花岗岩及古生界变质岩构成，还有大片侏罗系火山岩，并常构成尖峭的山峰。
　